# Tibolon
Tibolon je sintetički steroidni hormonski lek, koji je u znatnoj meri neselektivan. On deluje kao agonist na svih pet tipova Tipa I steroidnog hormonskog receptora. On se prvenstveno koristi za lečenje endometrioze, kao i u terapiji zamene hormona kod žena nakon menopauze. Tibolon ima sličnu ili veću efikasnost u odnosu na starije lekove za hormonsku zamenu, ali ima sličan profil nepoželjnih efekata. On je isto tako bio istraživan kao mogući tretman za seksualnu disfunkciju žena, mada nije jasno da li koristi takve primene opravdavaju izlaganje poznatim rizicima uporebe leka.

## Nepoželjna dejstva
Tamoksifen, raloksifen, i tibolon korišteni za suzbijanje kancera dojke znatno redukuju invazivni kancer kor žena srednjeg i poznog doba. Međutim, oni isto tako povečavaju rizik od nepoželjnih nuspojava.

## Spoljašnje veze
|  | Molimo Vas, obratite pažnju na važno upozorenje u vezi sa temama iz oblasti medicine (zdravlja). |